# Jedem das Seine

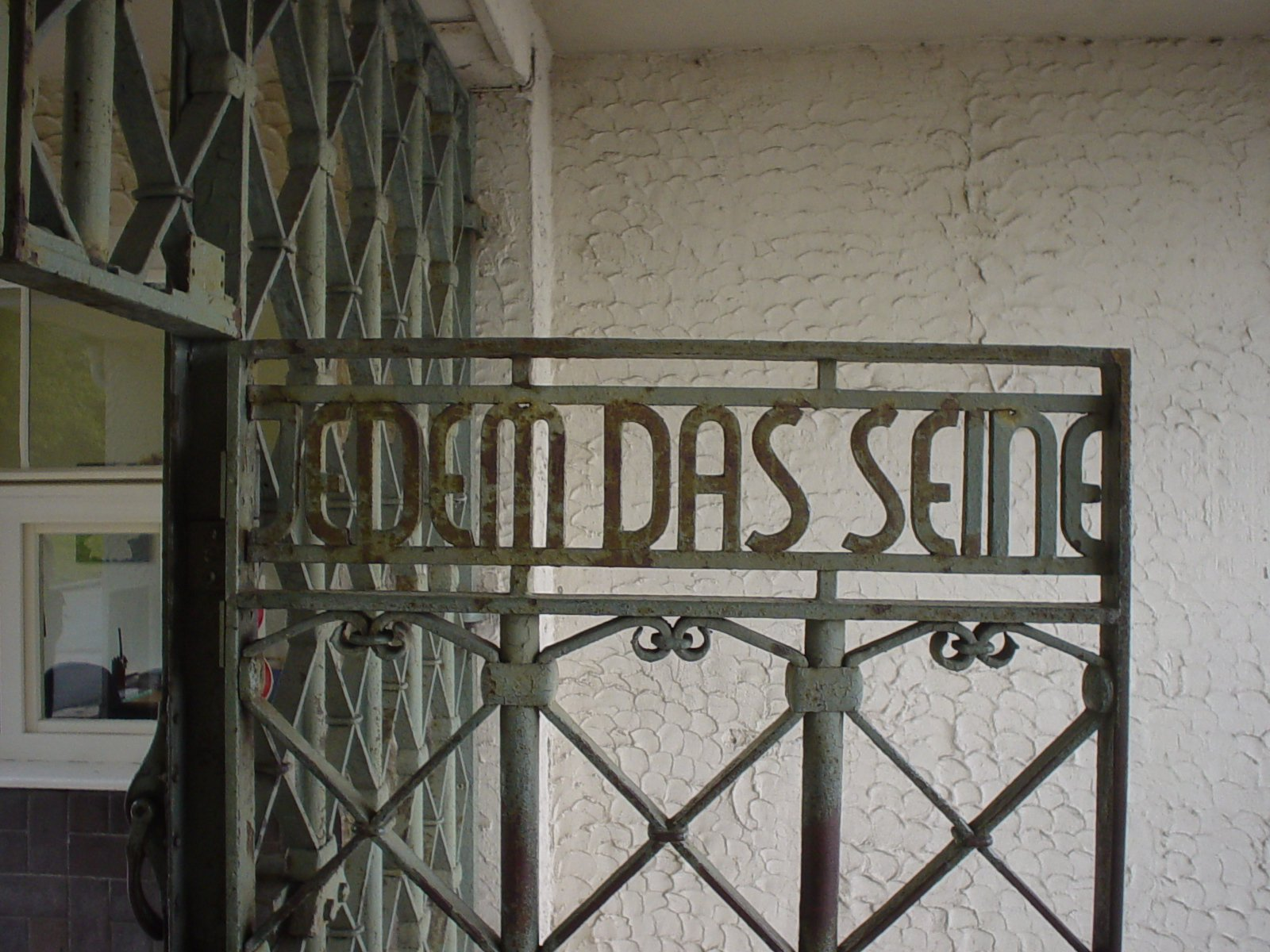
Inscripción de Buchenwald.

Jedem das Seine (pronunciación en alemán: /ˈjeːdm̩ das ˈzaɪ̯nə/) es la traducción literal al alemán de la frase latina suum cuique, que significa "a cada uno lo suyo" o "a cada uno lo que se merece". Se ha utilizado desde las antiguas teorías filosóficas de la moral y la política para definir conceptos de derecho y justicia, especialmente la justicia distributiva entendida como principio. Dice que cada ciudadano de una comunidad recibe (o debería recibir) lo que se le debe, por ejemplo mediante la distribución justa de los bienes. Dependiendo de la teoría política o de la relevancia práctica, se sugieren varias aclaraciones. El estatus de tal principio se ha evaluado de manera diferente a lo largo de la historia.
Durante la Segunda Guerra Mundial, los nazis utilizaron la frase desdeñosamente como lema expuesto sobre la entrada del campo de concentración de Buchenwald. La reja del campo pretendía resaltar visiblemente la línea divisoria creada por las SS entre los “amos nacionalsocialistas” y los “inferiores”.  Esto ha llevado a que el uso del lema se considere controvertido en la Alemania moderna. 

## Historia
Jedem das Seine ha sido una expresión idiomática alemana durante varios siglos. Por ejemplo, se encuentra en las obras de Martín Lutero y sus contemporáneos. 
Aparece en el título de una cantata de Johann Sebastian Bach, Nur jedem das Seine (BWV 163), interpretada por primera vez en Weimar en 1715. 
Algunas comedias del siglo XIX llevan el título Jedem das Seine, entre ellas obras de Johann Friedrich Rochlitz  y Caroline Bernstein. 
Un giro irónico de la frase: "jedem das Seine, mir das Meiste" ("a cada uno lo suyo, a mí más"), se conoce desde hace mucho tiempo en el catálogo de modismos alemanes, y está incluido en la obra de 1931 de teatro de Carl Zuckmayer, El capitán de Köpenick.
En 1937, las SS construyeron el campo de concentración de Buchenwald en Ettersberg, cerca de Weimar. El lema Jedem das Seine estaba colocado en la puerta de hierro forjado del campo de prisioneros. Esta es una característica especial, ya que el lema Arbeit macht frei se utilizó repetidamente en otros campos, como Dachau, Sachsenhausen, Groß-Rosen, Theresienstadt y Auschwitz.  El diseño de las letras fue realizado por el artista y estudiante de la Bauhaus Franz Ehrlich, que estuvo internado como preso político en Buchenwald. Otra particularidad era que Jedem das Seine se podía leer desde el interior, desde la zona de pase de lista del campo de prisioneros, y por tanto estaba dirigido directamente a los internos del campo,  mientras que en el otro eran consignas de la portería de los campos de concentración, que se podían leer desde el exterior, y estaban dirigidas a los empleados de las SS o a la población. La afirmación inhumana es clara: cada uno recibe lo que le corresponde, según la lógica fascista.

## Controversias
El abuso inhumano de Jedem das Seine durante el régimen nazi generalmente recibió poca atención en Alemania Occidental después de 1945.  El lema fue ampliamente utilizado y sin reservas en la literatura y los medios de comunicación durante décadas.
En la década de 1990 se inició un acercamiento crítico, que tuvo su origen, entre otras cosas, en la polémica en torno a la novela de Trutz Hardo, Jedem das Seine, publicada en 1996. En el libro, Hardo justifica el Holocausto interpretándolo como una aplicación de la "ley del karma": a cada recluso de Buchenwald se le "asigna de manera concentrada el destino al que tiene derecho basándose en la ley kármica para poder trabajar con su deudas y así volverse libres." El 4 de mayo de 1998, el tribunal de distrito de Neuwied condenó a Hardo a una multa por “incitación al odio combinada con insultos y denigración de la memoria de los difuntos” y prohibió la posterior distribución del libro. El tribunal dejó en claro que en Alemania está prohibido adoptar públicamente y, por tanto, justificar Jedem das Seine en el sentido nacionalsocialista de la inscripción de Buchenwald. 
El debate no se intensificó hasta finales de los años 1990, cuando el uso del lema como eslogan en campañas publicitarias y políticas aisladas, incluidos anuncios de Nokia, las tiendas de comestibles REWE, Burger King y Merkur Bank, provocó protestas en el mundo de habla alemana, viéndose confrontados con repudio después de utilizar la frase Jedem das Seine o Jedem den Seinen, tras lo cual algunas de estas campañas publicitarias fueron retiradas.  
En 1999, Henryk M. Broder aprovechó el caso de la campaña publicitaria discontinuada de Nokia como una oportunidad para describir los aparentes absurdos en la forma en que los alemanes trataban a los judíos en el libro Jedem das Seine.  A la exigencia de evitar un uso irreflexivo de la expresión debido a su uso por parte de los nacionalsocialistas contrapuso la posición de que Jedem das Seine se usaba mayoritariamente en un sentido respetable, a diferencia de, por ejemplo, Arbeit macht frei.
Una campaña publicitaria de ExxonMobil en enero de 2009 promocionaba las bebidas de café Tchibo en las tiendas Esso de la compañía con el lema Jedem den Seinen. Los anuncios fueron retirados después de la protesta del Consejo Central de Judíos en Alemania, y un portavoz de la compañía dijo que su contratista de publicidad desconocía la asociación del lema con el nazismo. 
En marzo de 2007 se estrenó en el Teatro Municipal de Klagenfurt la llamada "opereta popular" de los autores Peter Turrini y Silke Hassler con el título Jedem das Seine. La obra trata sobre una marcha de la muerte de judíos húngaros en los últimos días de la Segunda Guerra Mundial.   Se llevó al cine en 2009/2010 con el título homónimo. La película de Stefan Schaller, presentada en la Berlinale 2009, se centra en los diferentes destinos de dos hermanos gitanos en la antigua Yugoslavia. 
En marzo de 2009, un grupo de estudiantes asociado con la Unión Demócrata Cristiana utilizó el lema para una campaña educativa en Renania del Norte-Westfalia (Alemania), pero luego lo retiró debido a la protesta pública. 
En los procedimientos judiciales contra un hombre que era miembro del partido de extrema derech La Patria, el tribunal de distrito de Uraniemburgo en diciembre de 2015, el tribunal de distrito de Neuruppin en noviembre de 2016 y el tribunal regional superior de Brandeburgo en abril de 2017 dictaminaron que un tatuaje con una imagen que representa una torre de vigilancia de Auschwitz y el logotipo de Buchenwald Jedem das Seine, como una aprobación del asesinato en masa de judíos en el Tercer Reich, que está penada por la ley si se muestra públicamente. En el caso concreto se impuso una pena de prisión de ocho meses. 
En mayo de 2018, la cadena de tiendas Peek & Cloppenburg inició una campaña utilizando el lema y defendió públicamente su uso después de muchas críticas. 
La Orden del Águila Negra, es una orden de caballería creada el 17 de enero de  1701 por el rey Federico I de Prusia y fue la más alta condecoración otorgada en el Reino de Prusia. Su divisa era una cruz de Malta de oro esmaltada de azur con cuatro águilas de sable. En el anverso estaban las letras F. R. (Fridericus Rex) y en el reverso el lema Suum cuique, con cinta de color naranja.  La placa de la Orden del Águila Negra ahora se utiliza como el emblema de la policía militar alemana (Feldjäger). También se incluyó en la insignia de asociación del batallón de apoyo aerotransportado N.° 262, que se disolvió el 31 de marzo de 2015. En junio de 2022 se supo que el Ministerio Federal de Defensa quería revisar el lema de la policía militar en relación con su valor tradicional.   En septiembre de 2022, tras una revisión, el ministerio anunció que este “símbolo de identidad basado en valores” no se eliminaría de las insignias de la rama militar. Suum cuique es un principio jurídico transmitido desde la antigüedad para conceder a cada uno lo que le corresponde en un espíritu de justicia. 